# 日式中餐
日式中餐又稱日式中華料理（日语：日本式中華料理）或日式中國菜，是19世纪以来，传到日本的中国菜融合當地烹飪傳統文化的獨特融合菜式。日式中國菜主要在日本的中華餐館出現，口味與横滨唐人街等地區的中國餐廳的“正宗中菜”不同。雖然與中菜有明顯差異，但菜肴仍受各種中式烹饪風格的强烈影响。
日式中國菜大部分菜肴是由中国移民或日本战败后從中國归来的日本士兵引入日本的。常见的日式中国菜饭店有以下三种：拉麵、日式點心和中華饭店。

## 概述
日文的中華在修饰菜式或者饭店时，指的是 "日本風格的中式菜" ，日式中国菜和日式中餐饭店也常被简称为“中华” 。
日本的中华料理虽然源自中国菜，但已经被本地化改造，以符合日本人的口味。日本中华料理也包括日本的调理手法和食材，例如“味噌拉面”使用日本味噌。更极端的例子，例如诞生于1937年的冷中华（中华凉面）裡只有面条来自中国菜，其余都是日本料理人的创造。日本料理传统上少见肉食，因此日本现在较常见的肉菜，特别是猪肉料理很多属于日式中国菜。
日式中国菜过去主要存在于神户、长崎或横滨等港口城市的唐人街，但现在于日本各地已经很常见。由于日本的小型饭店一般只做较少的菜式，日式中国菜饭店主要有以下三种：拉面、点心、以及“中华料理”饭店。

## 拉麵
拉麵（ラーメン）是一种使用肉汤的面条，通常以肉和蔬菜等作为菜码。拉面过去也常被叫做“中华荞麦面”（中華そば）或者“支那荞麦面”（支那そば）。拉面是日本最常见的快餐之一。拉面价格低廉而且拉面店数量众多，而且广受欢迎的方便面（日文里的名称本身就是即食拉面）也是基于拉面的即食食品。
拉麵本來源自粤菜中的湯麵，加上北方手拉麵的麵條組成，但在日本经过数十年混合发展已有特色，日本拉面已與中国汤面有很大不同。   在日本常見的拉面有四种主要类型：鹽拉麵、醬油拉麵、豬骨拉麵和味噌拉麵。日本人在吃拉麵時，還會常點其他中華料，如炒饭和日式煎饺一起吃。

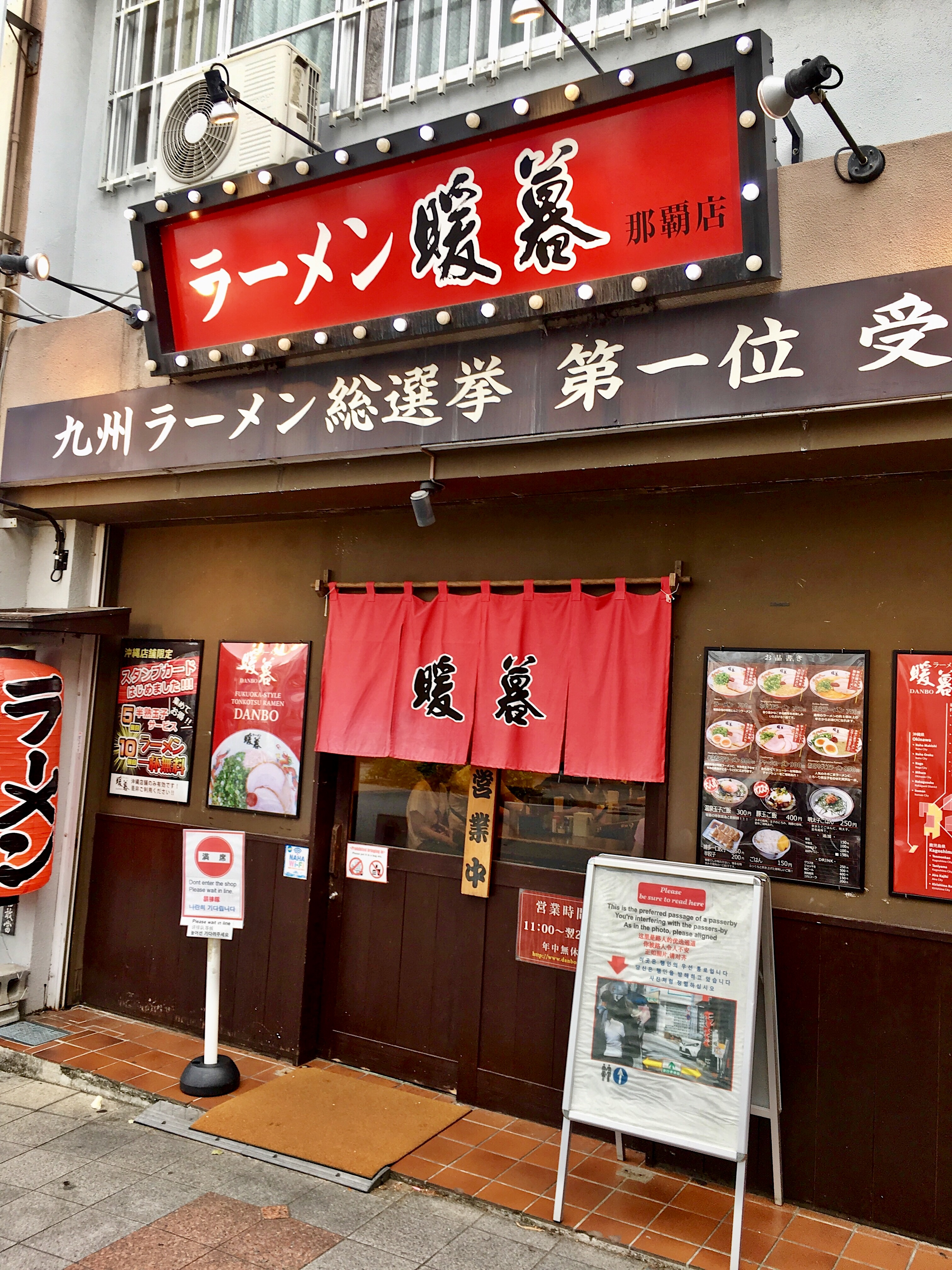
包含（拉面）的店名
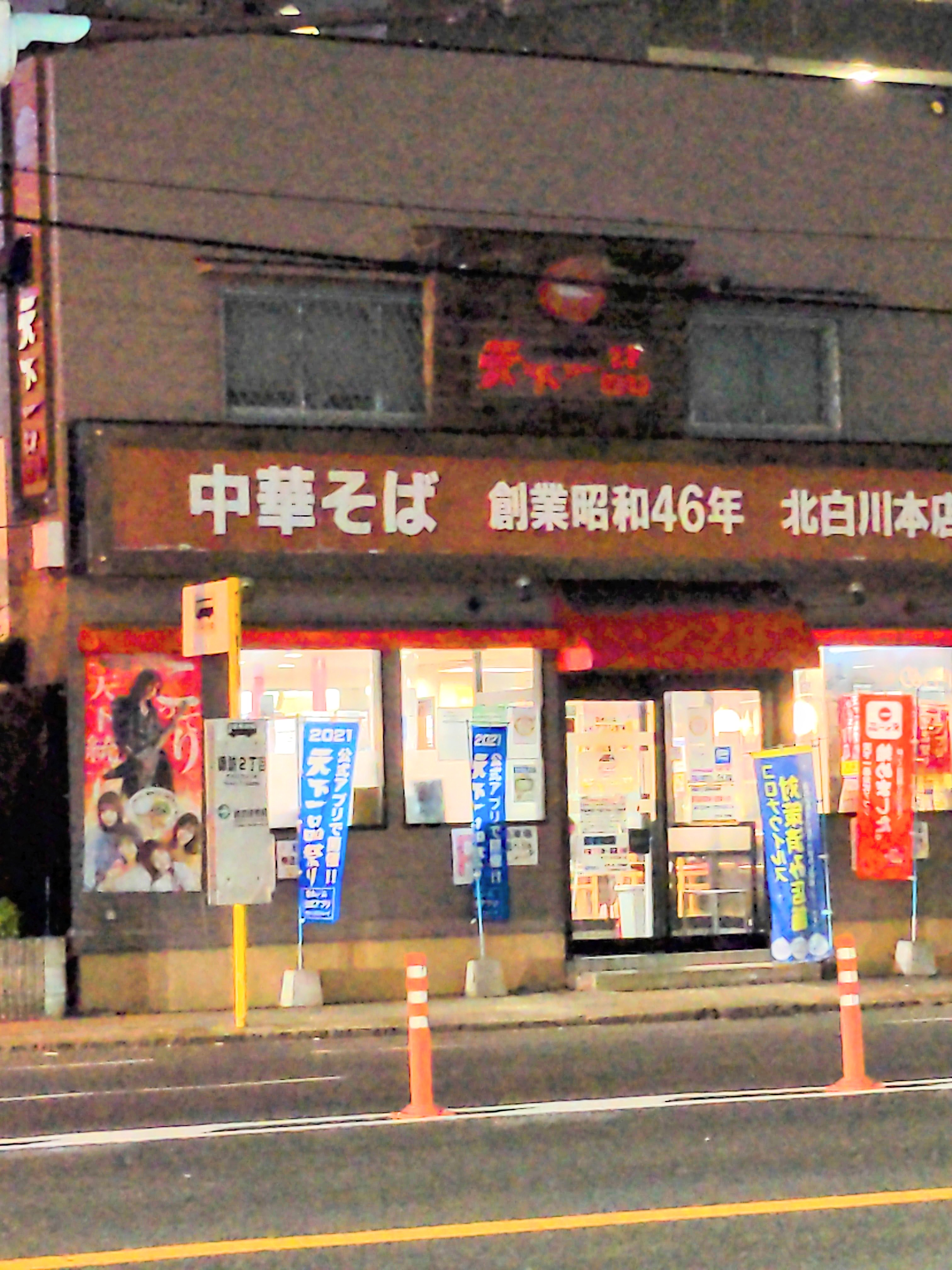
包含（中华荞麦面）商品名的招牌
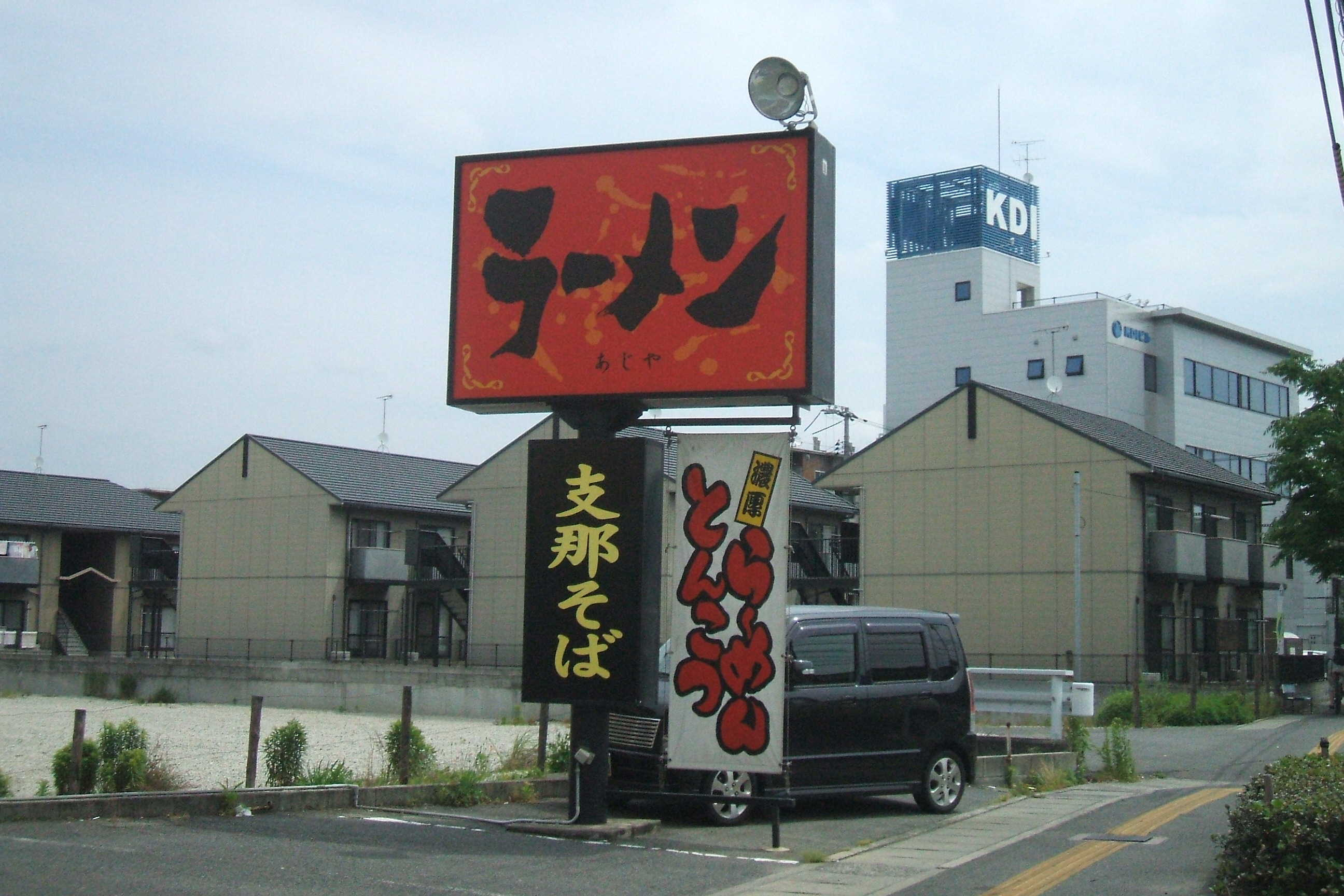
包含（支那荞麦面）商品名的招牌
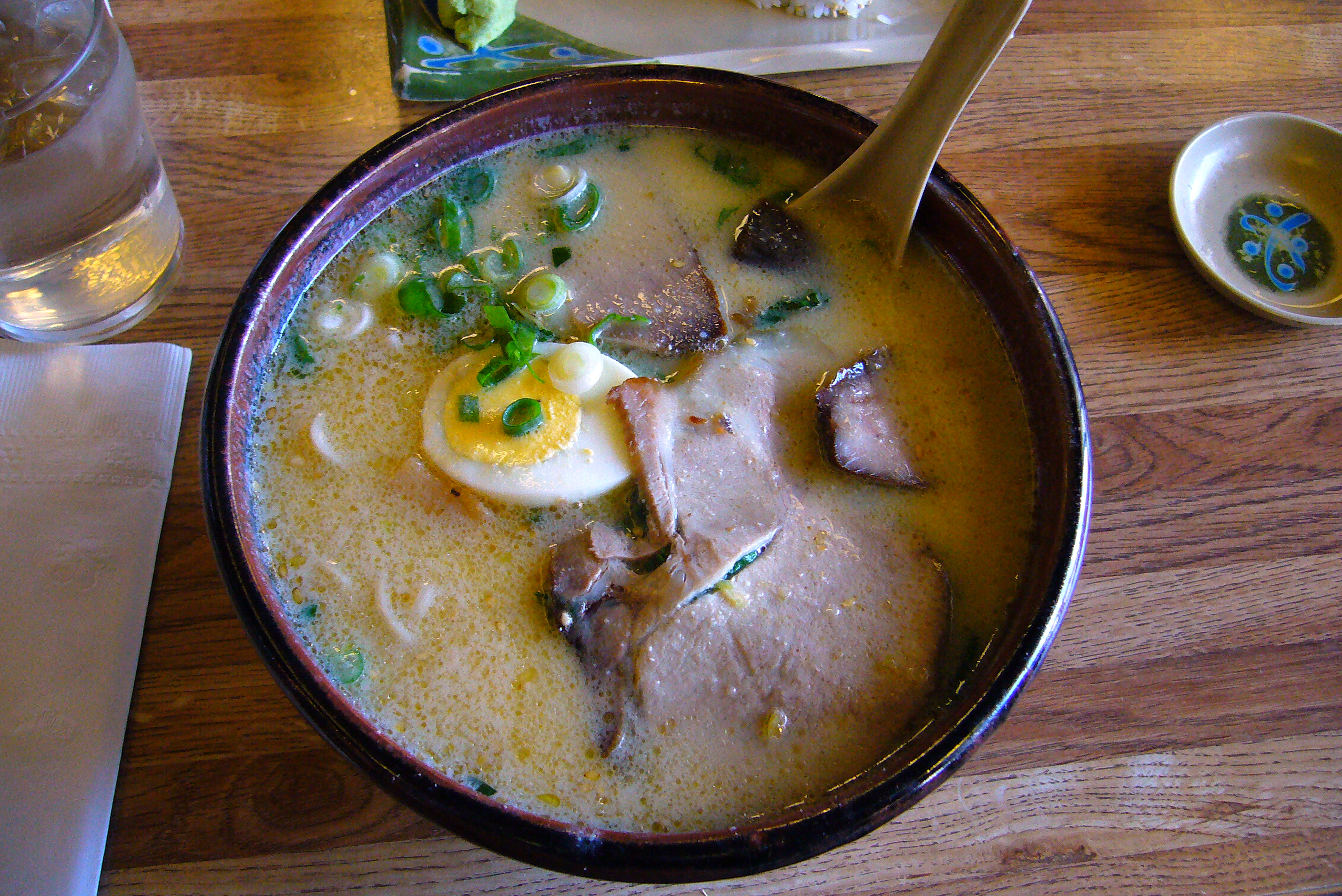
味噌拉麵
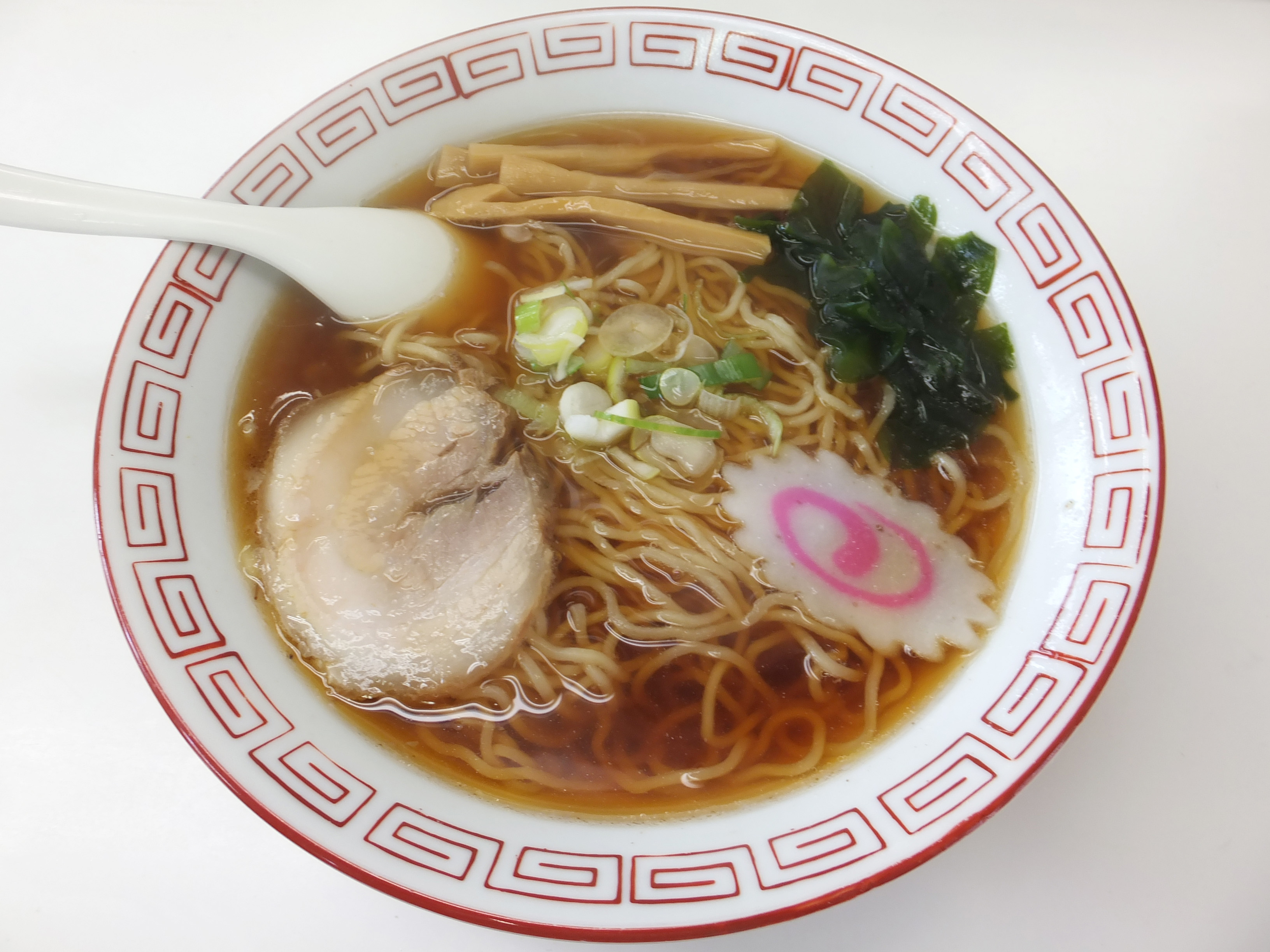
酱油拉麵

## 日式點心
日本常見的點心是最近才开始在日本各地流行的，现時大阪和东京等大城市的日式点心餐厅不提供全餐，而是提供像咖啡店般小吃／英式下午茶般的小點心。在这些日式點心馆，日式點心例如日本烧卖，小笼包等，通常与乌龙茶或茉莉花茶一起享用。

## 中華饭店

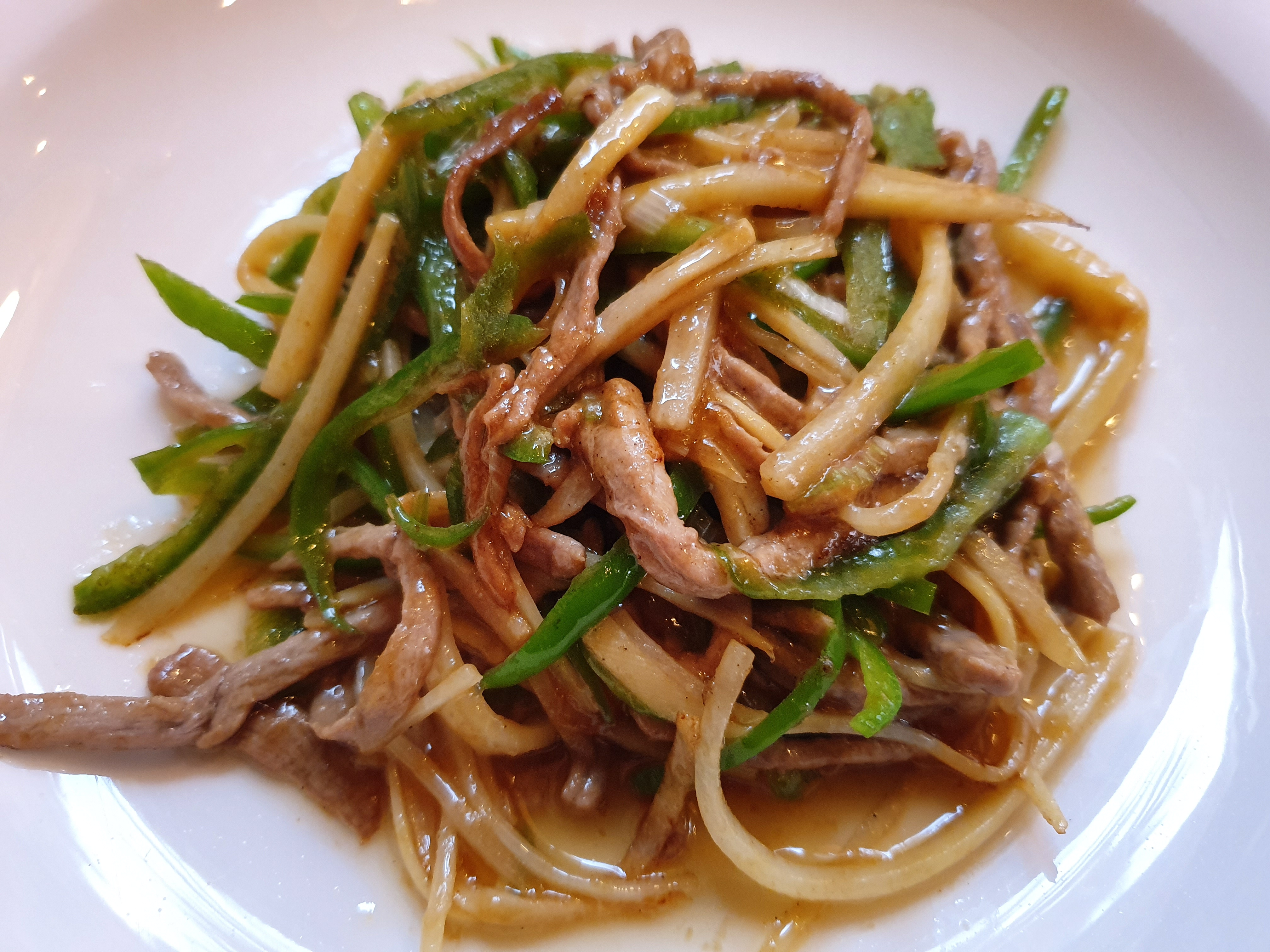
青椒肉丝
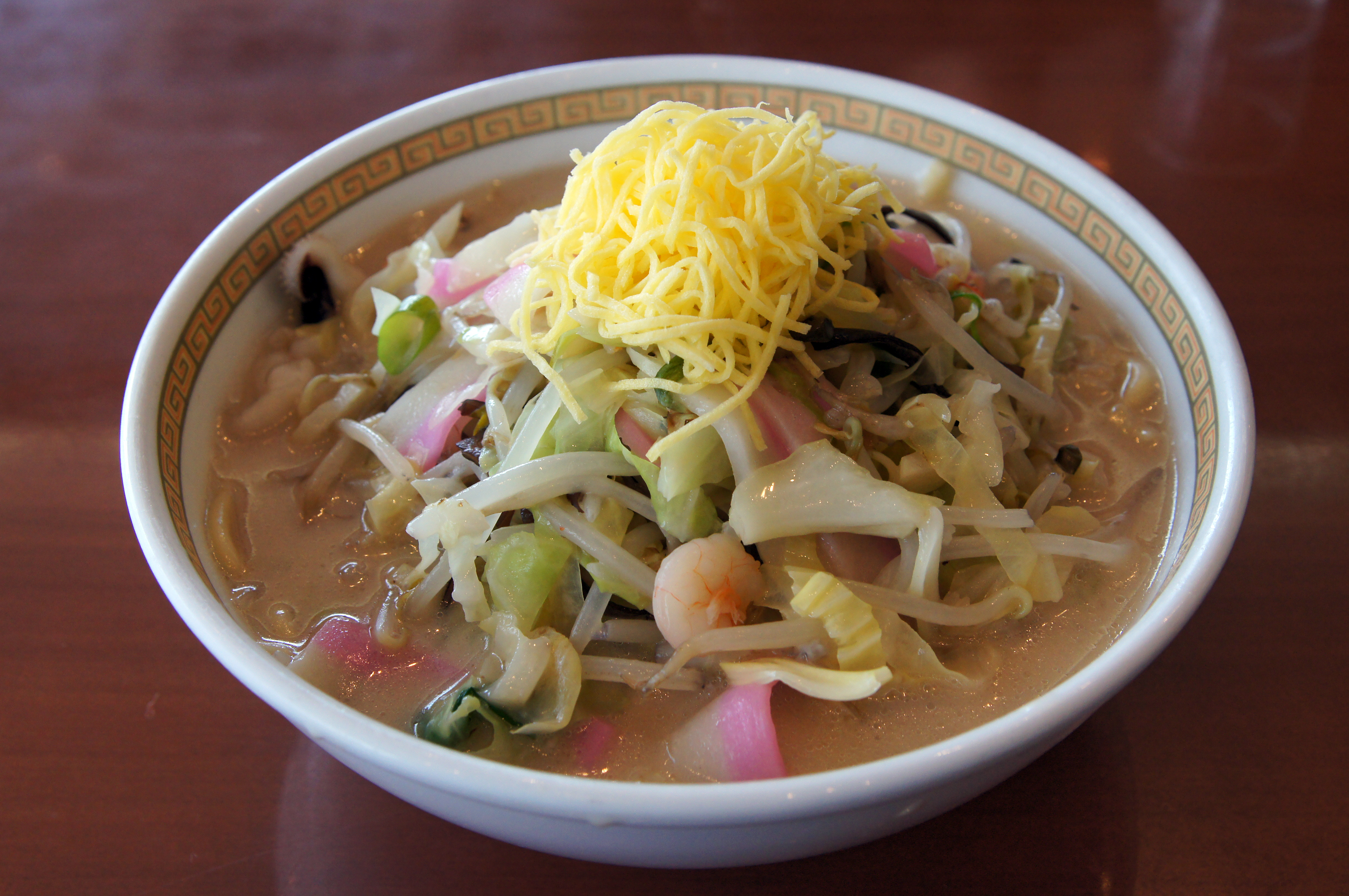
日式什錦麵

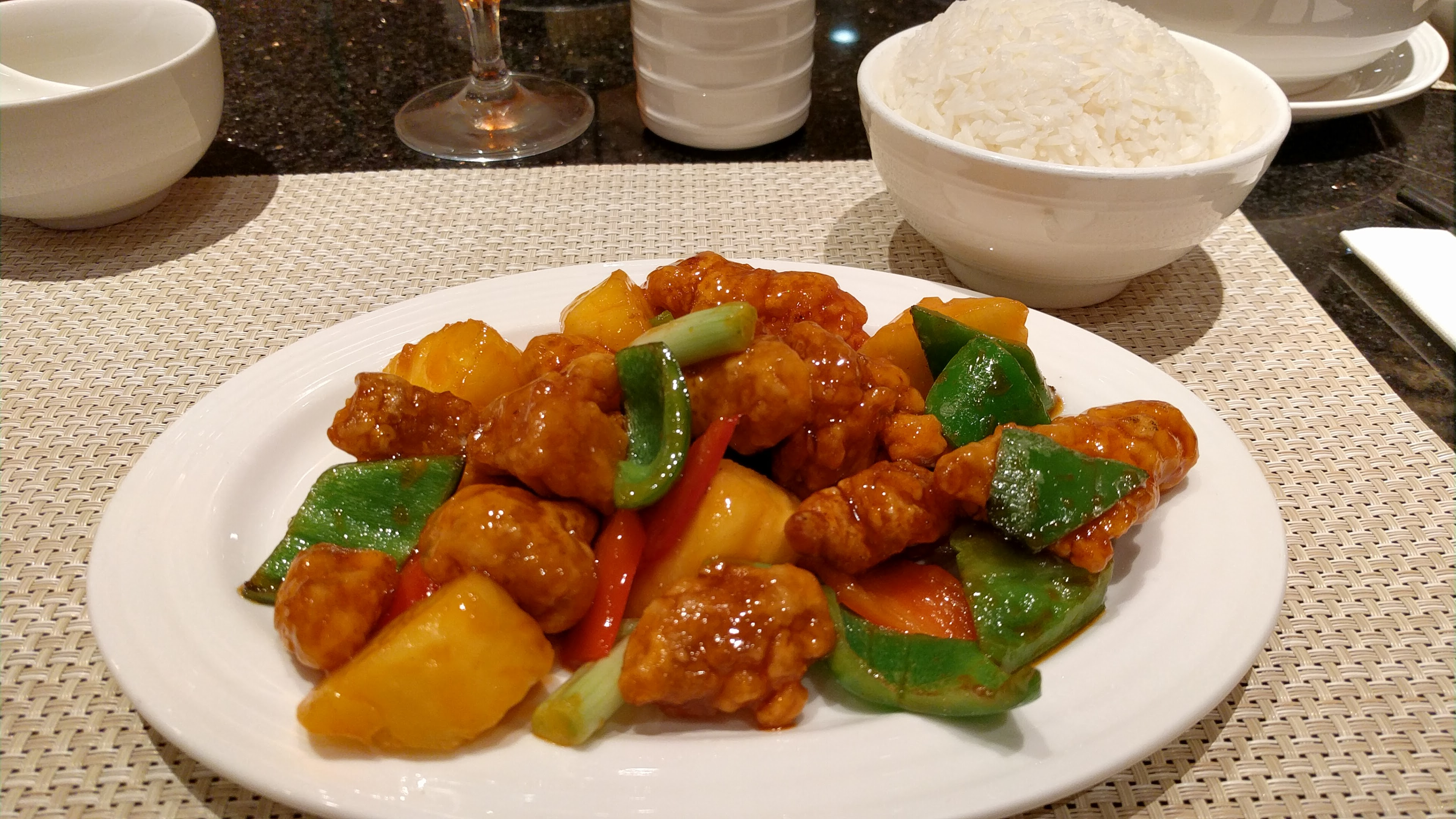
糖醋肉（酢豚）
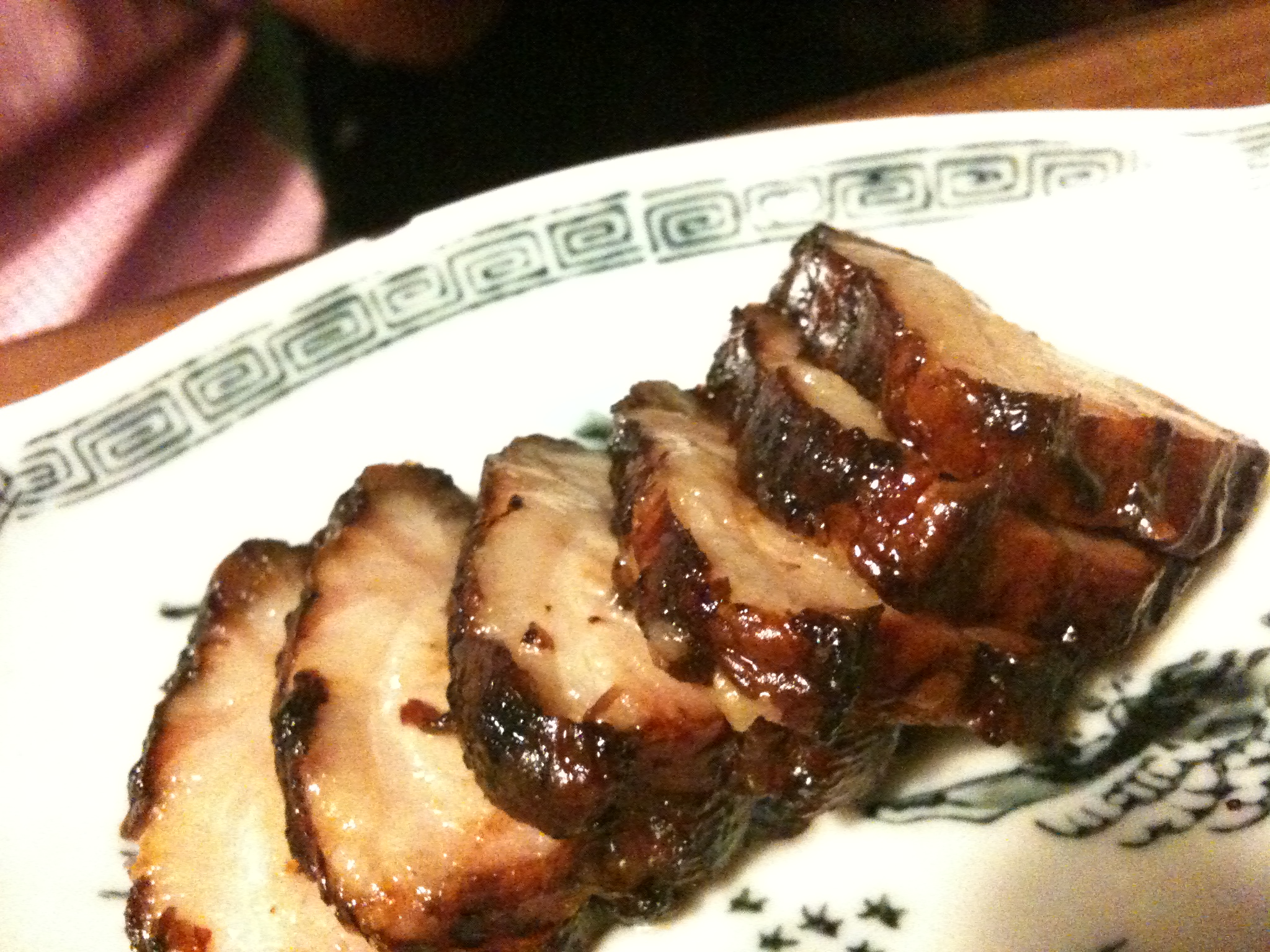
叉烧，也常作为日式拉面的菜码
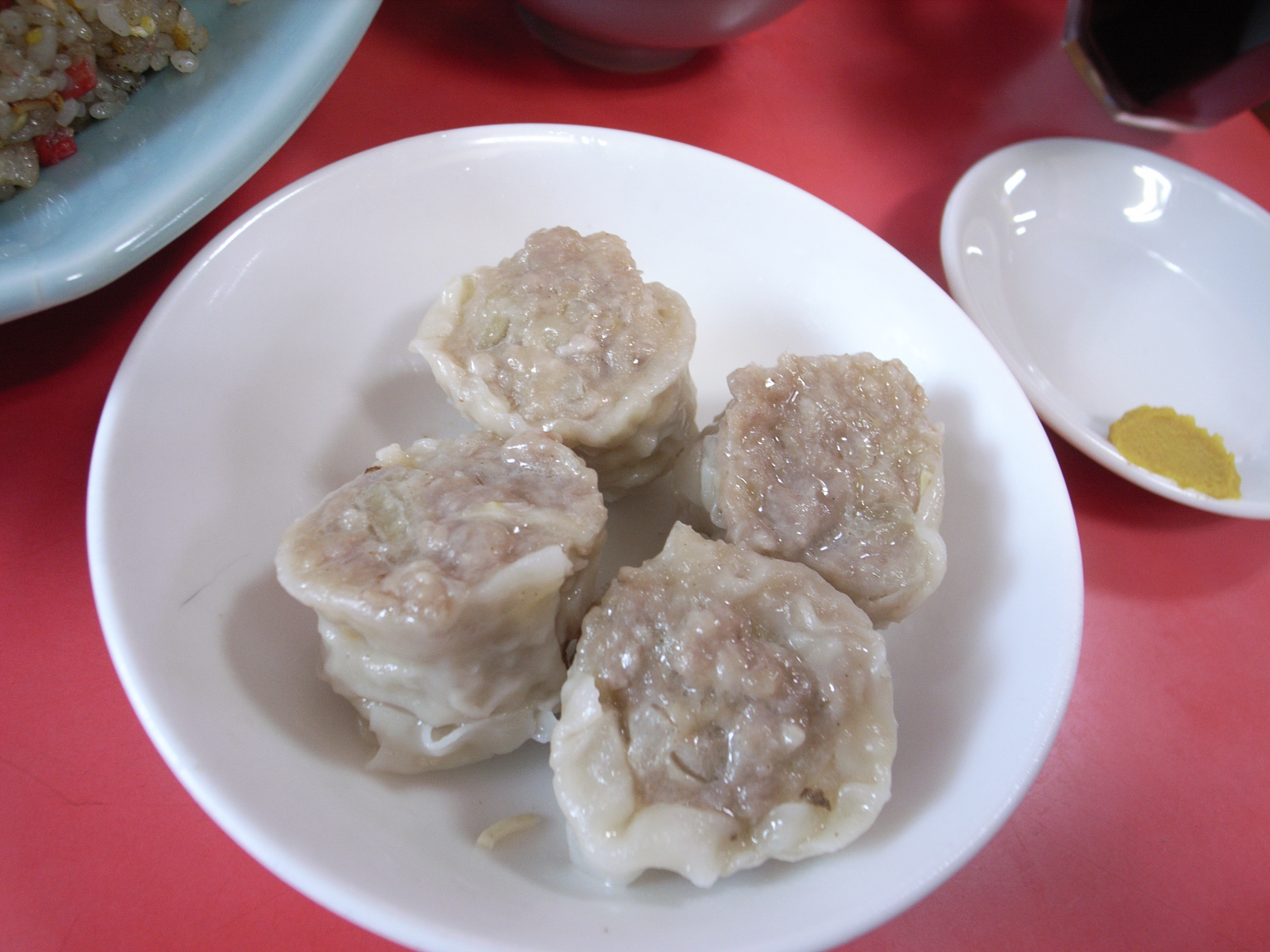
烧卖

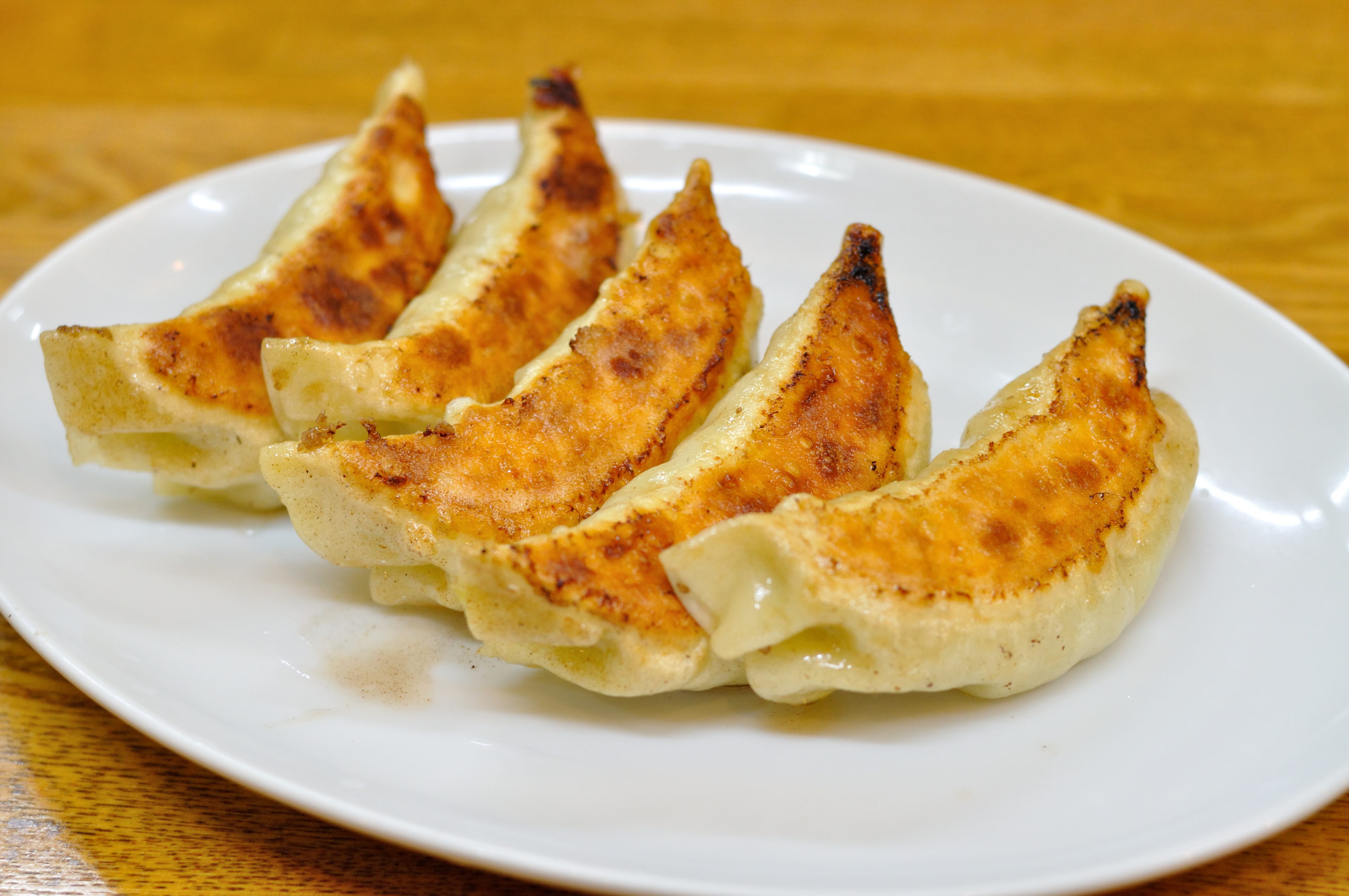
日式煎饺

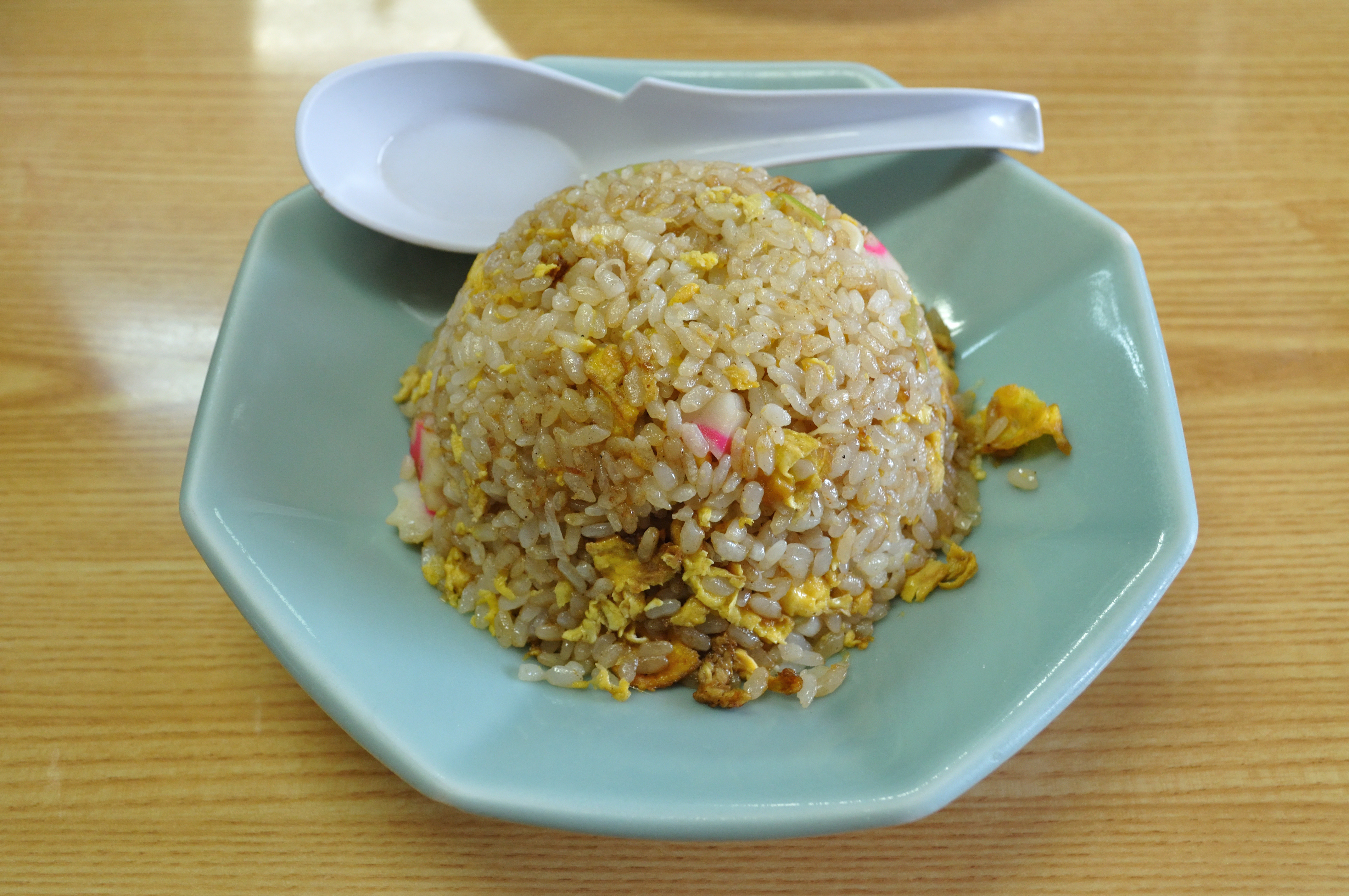
炒饭
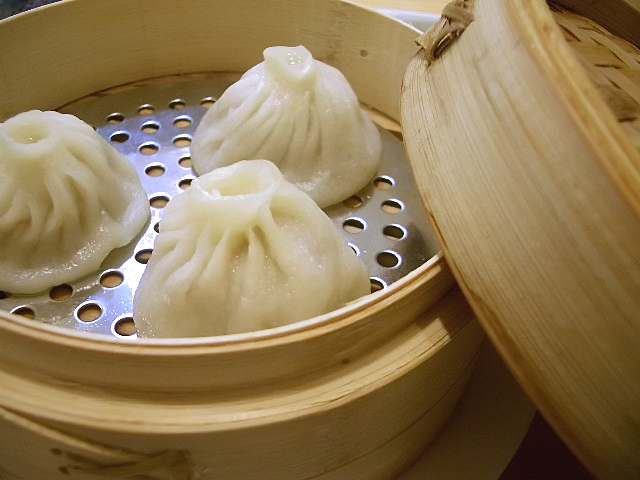
小笼包

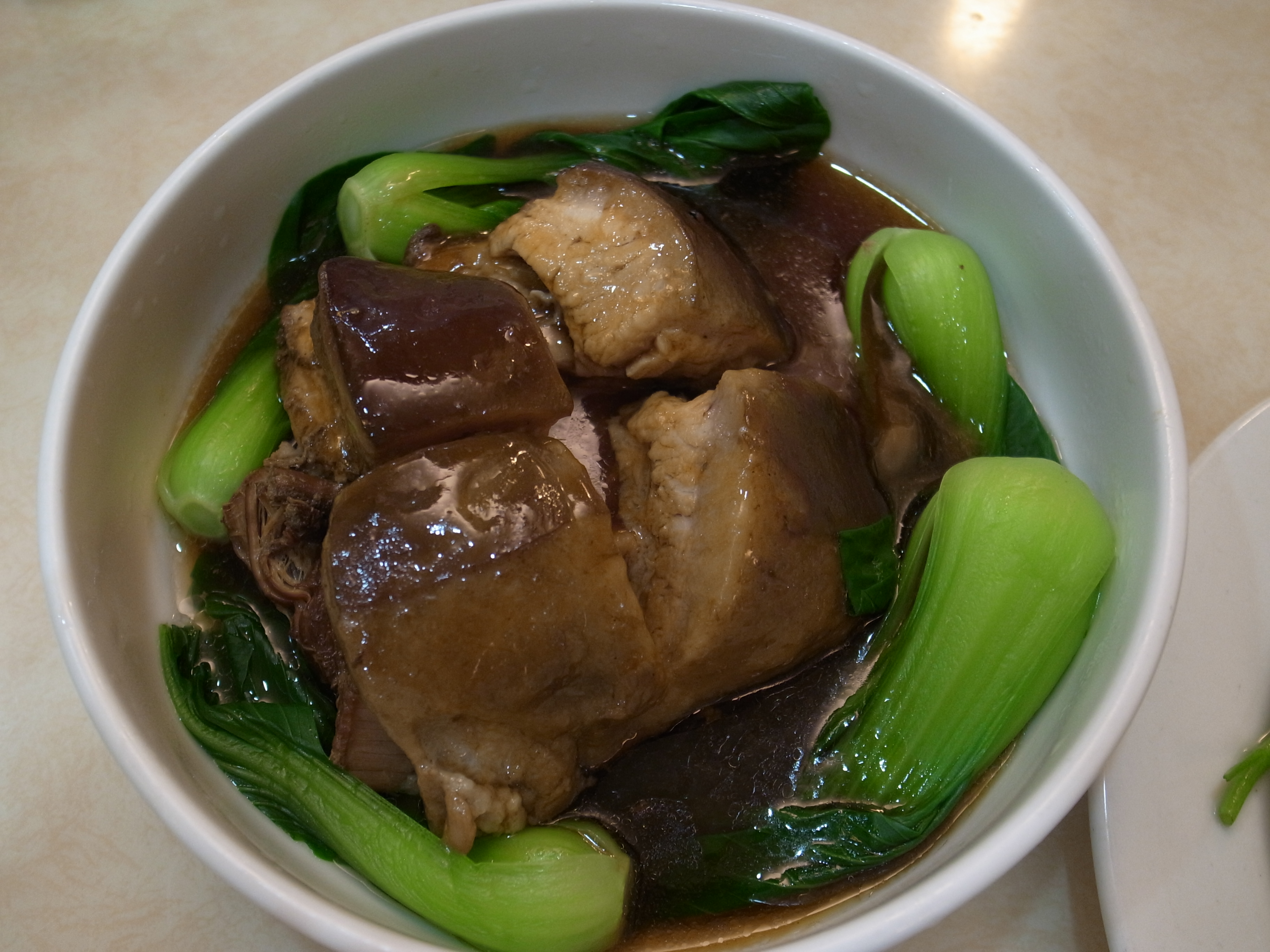
角煮

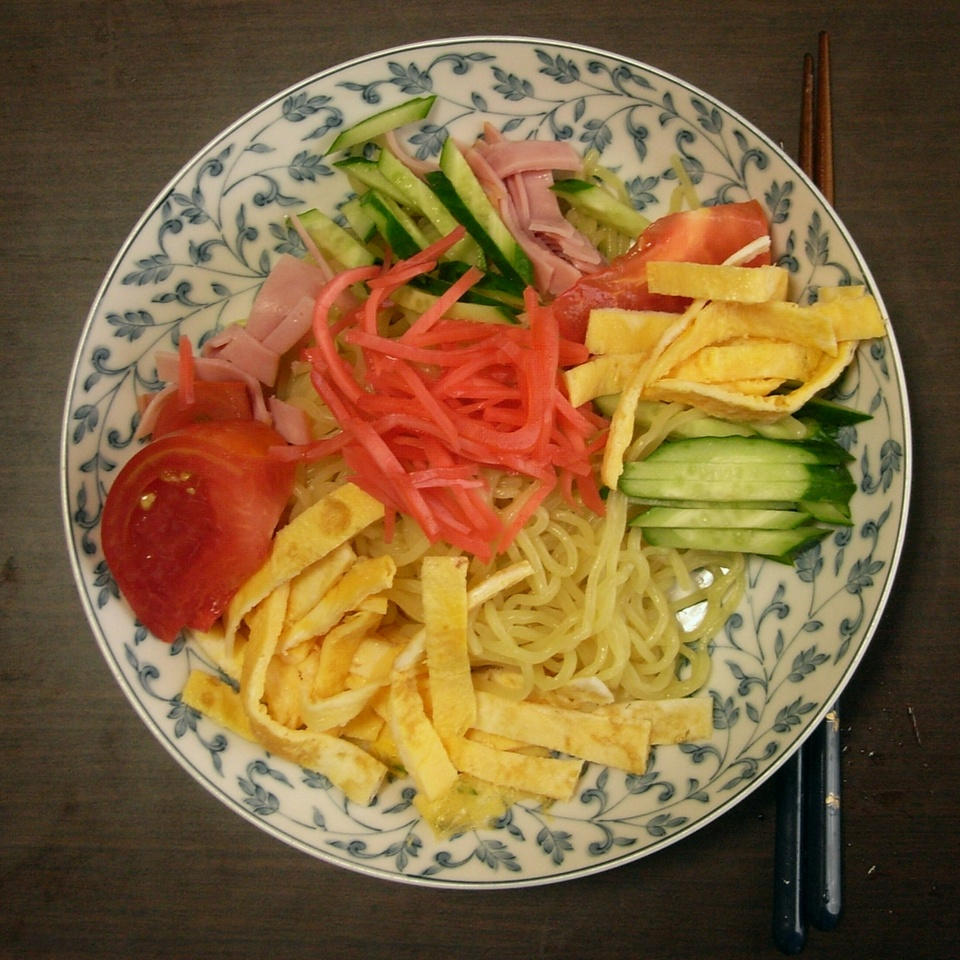
中华凉面
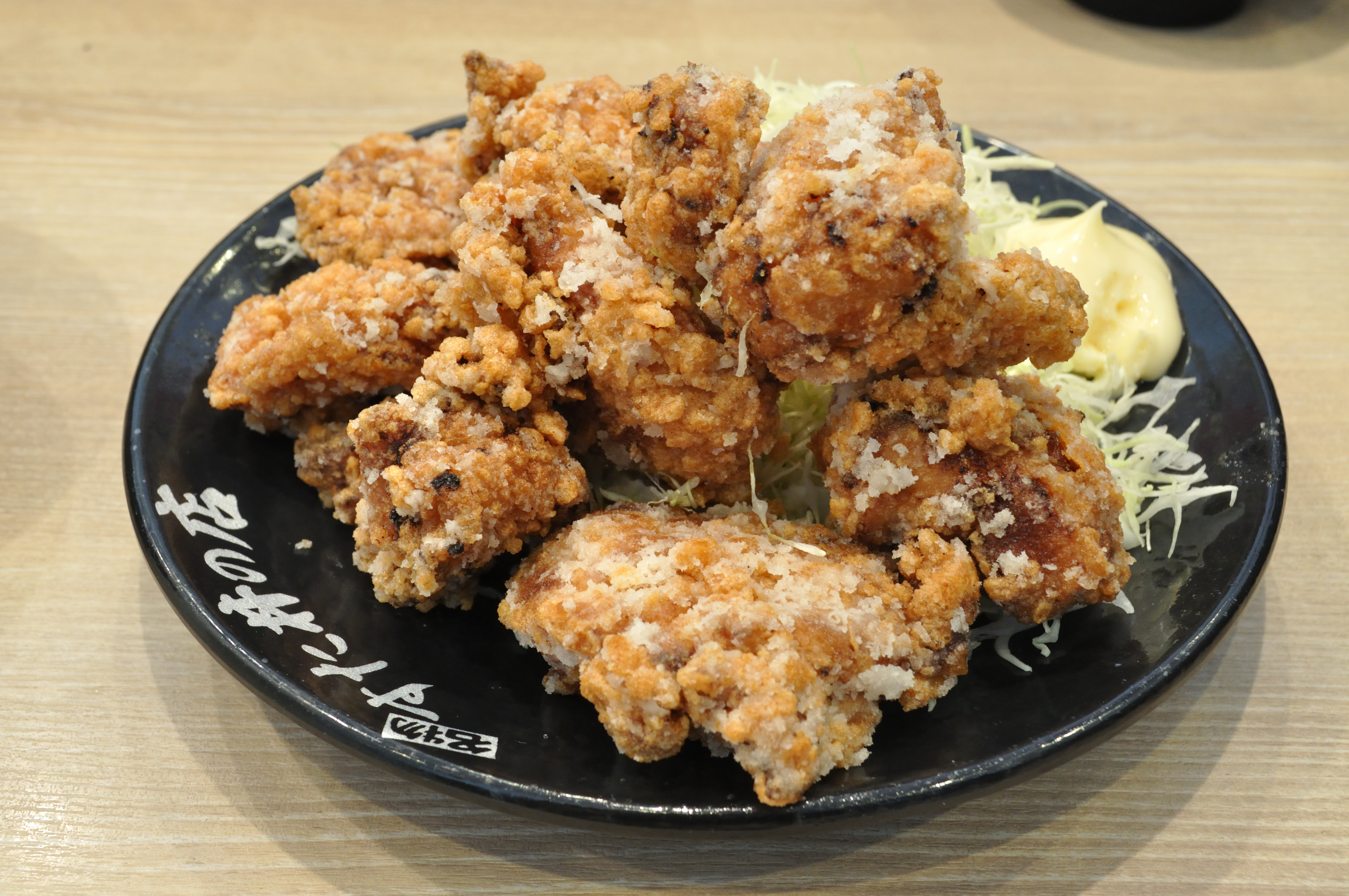
唐扬
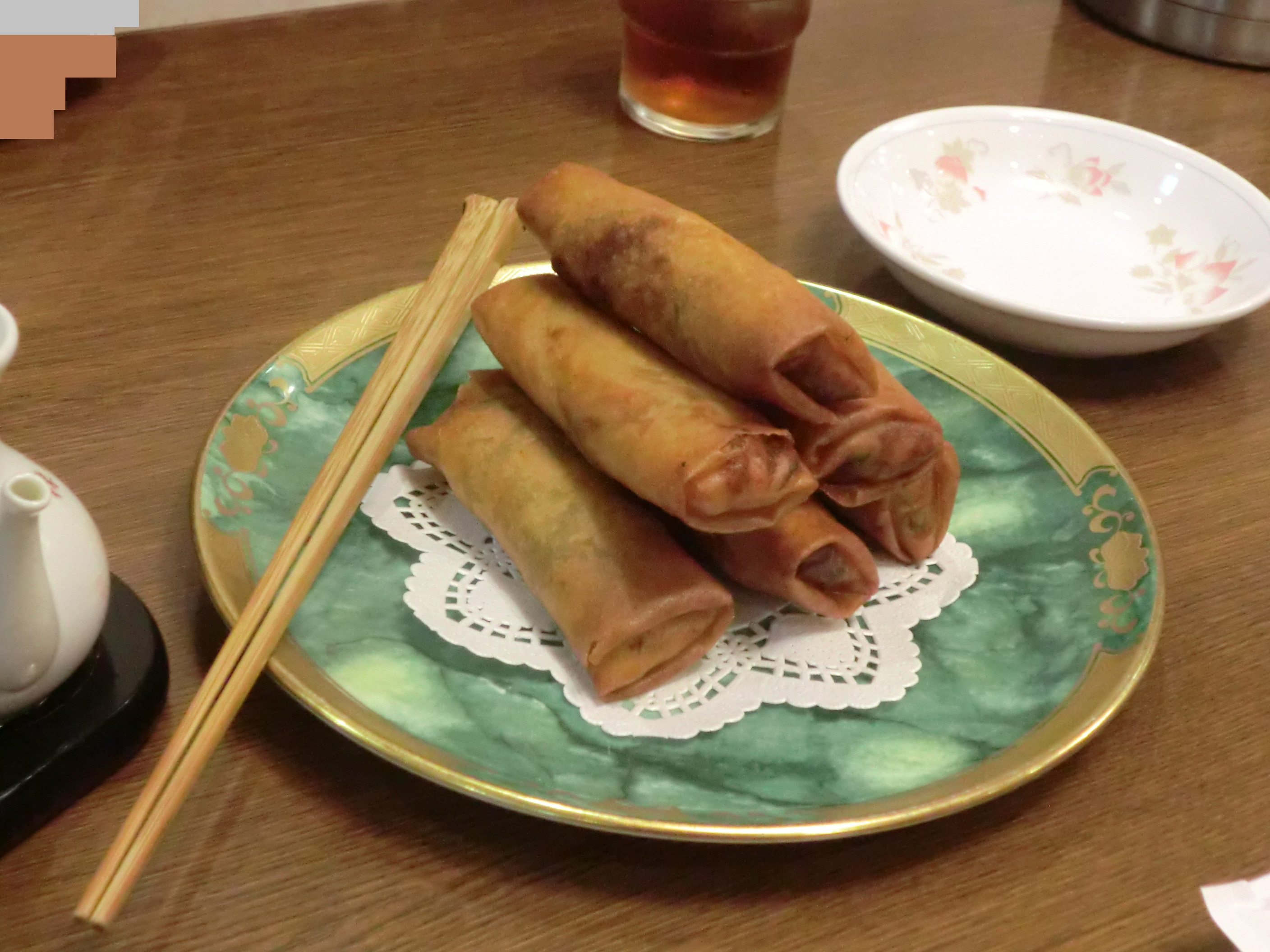
炸春卷
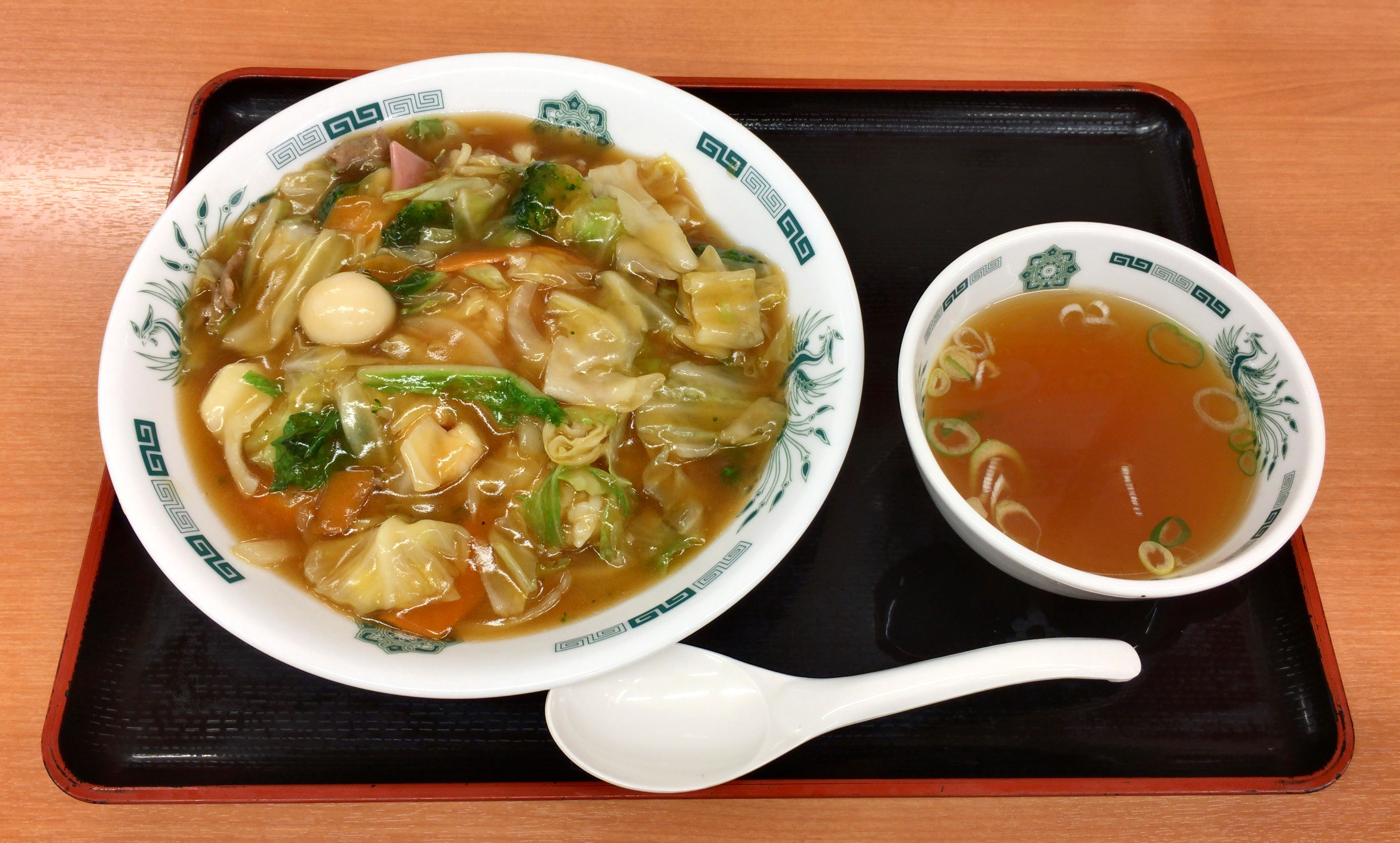
中華丼
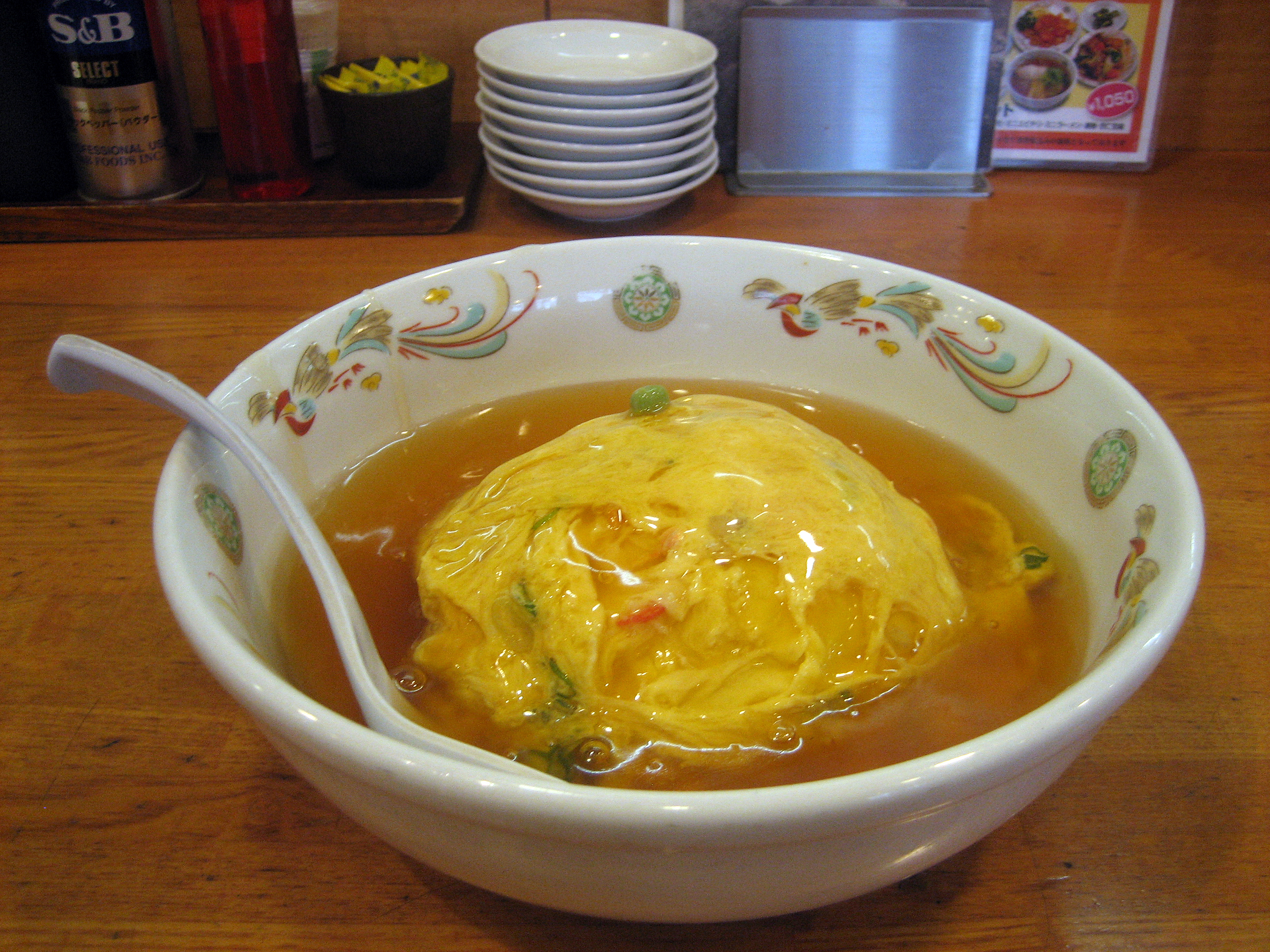
天津饭

一般意义上的中华饭店提供的菜肴较为固定，这些菜肴不一定是中国菜存在的品目，口味也本地化。中华饭店在日本较为流行，大多数城镇都有至少一家。常见的菜肴有：
源自川菜：

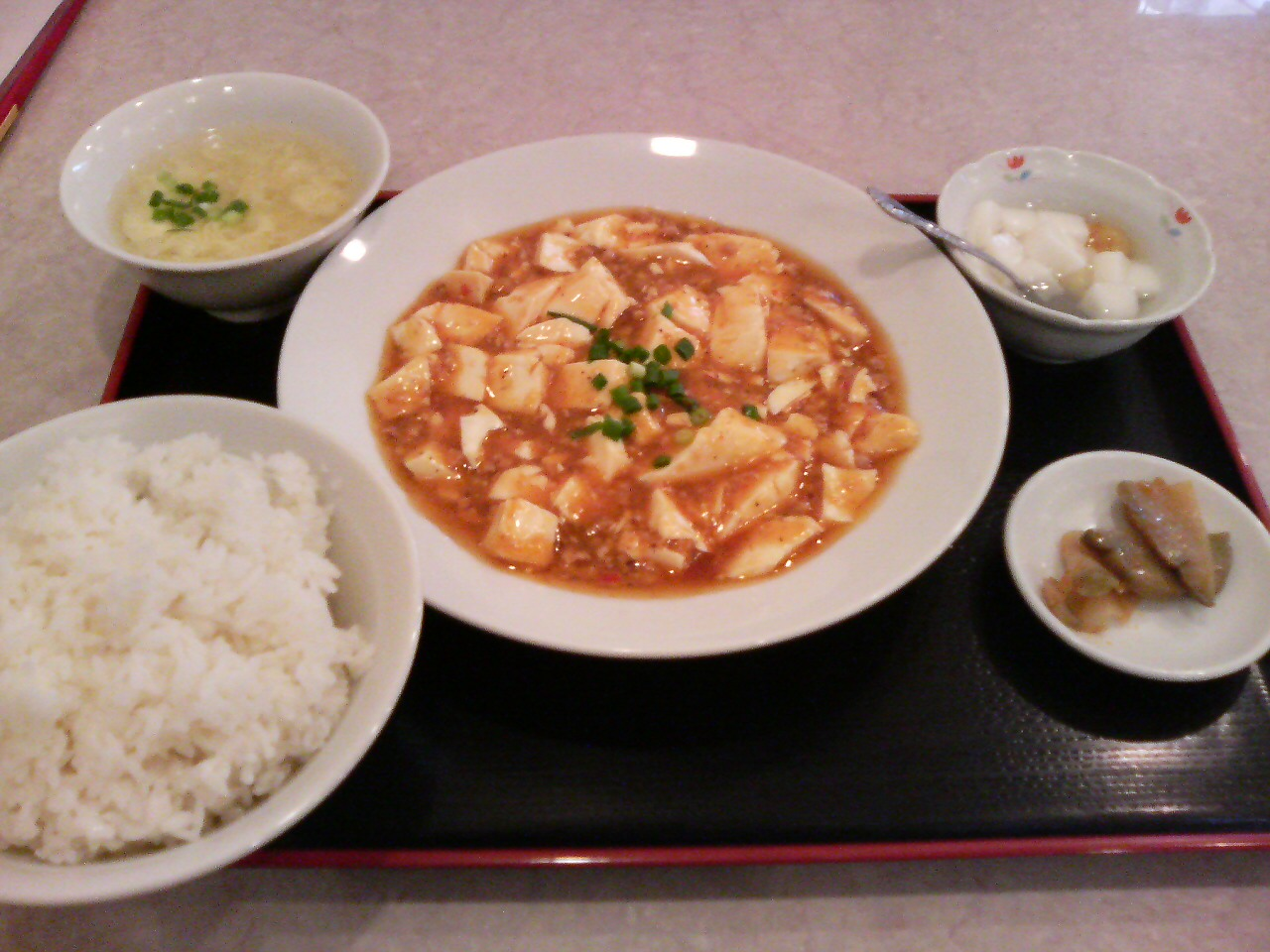
麻婆豆腐（套餐）
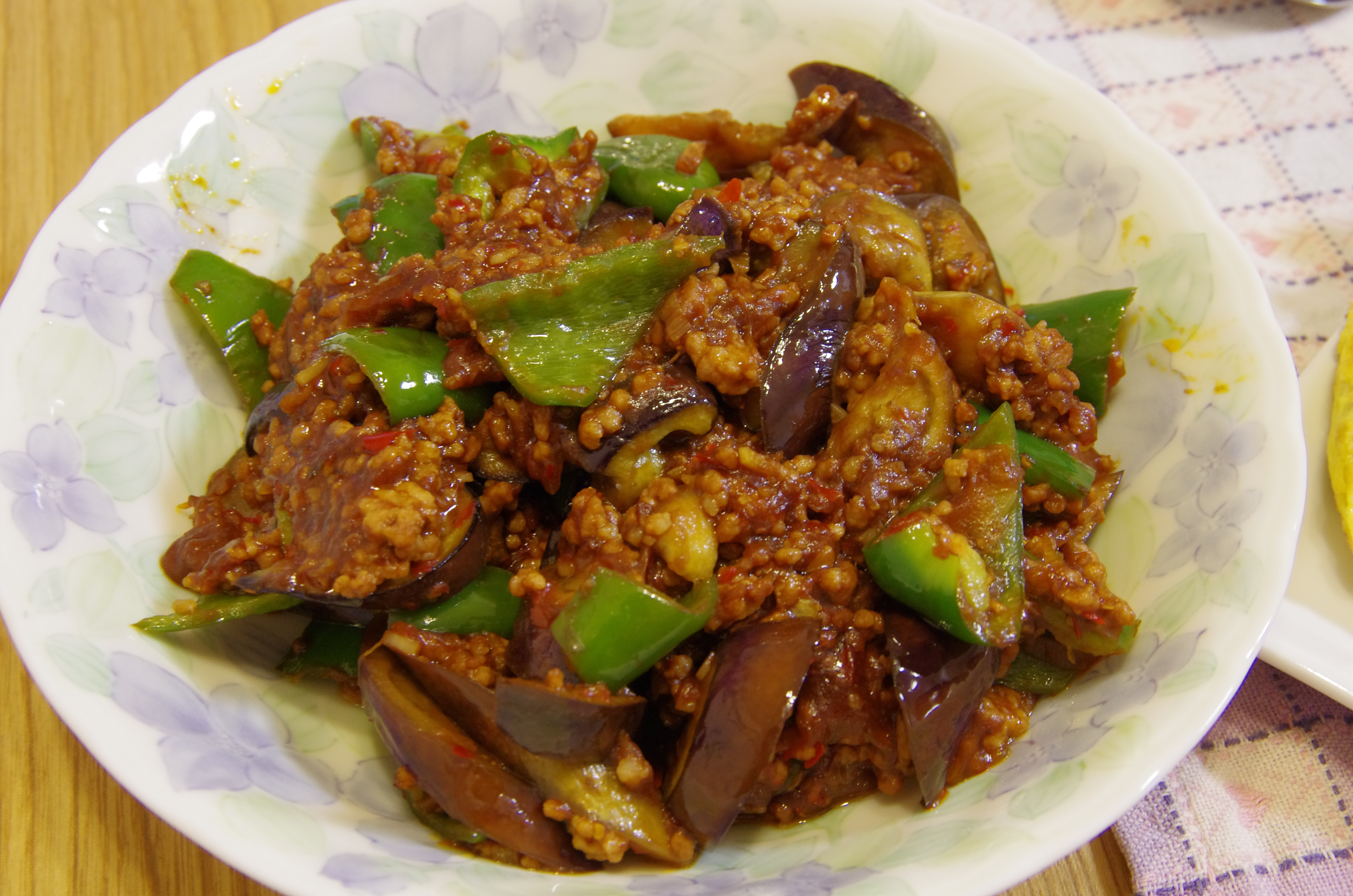
麻婆茄子
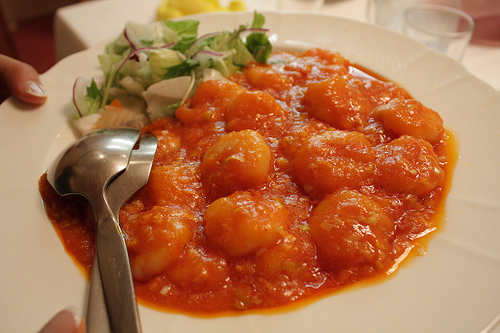
乾燒明蝦
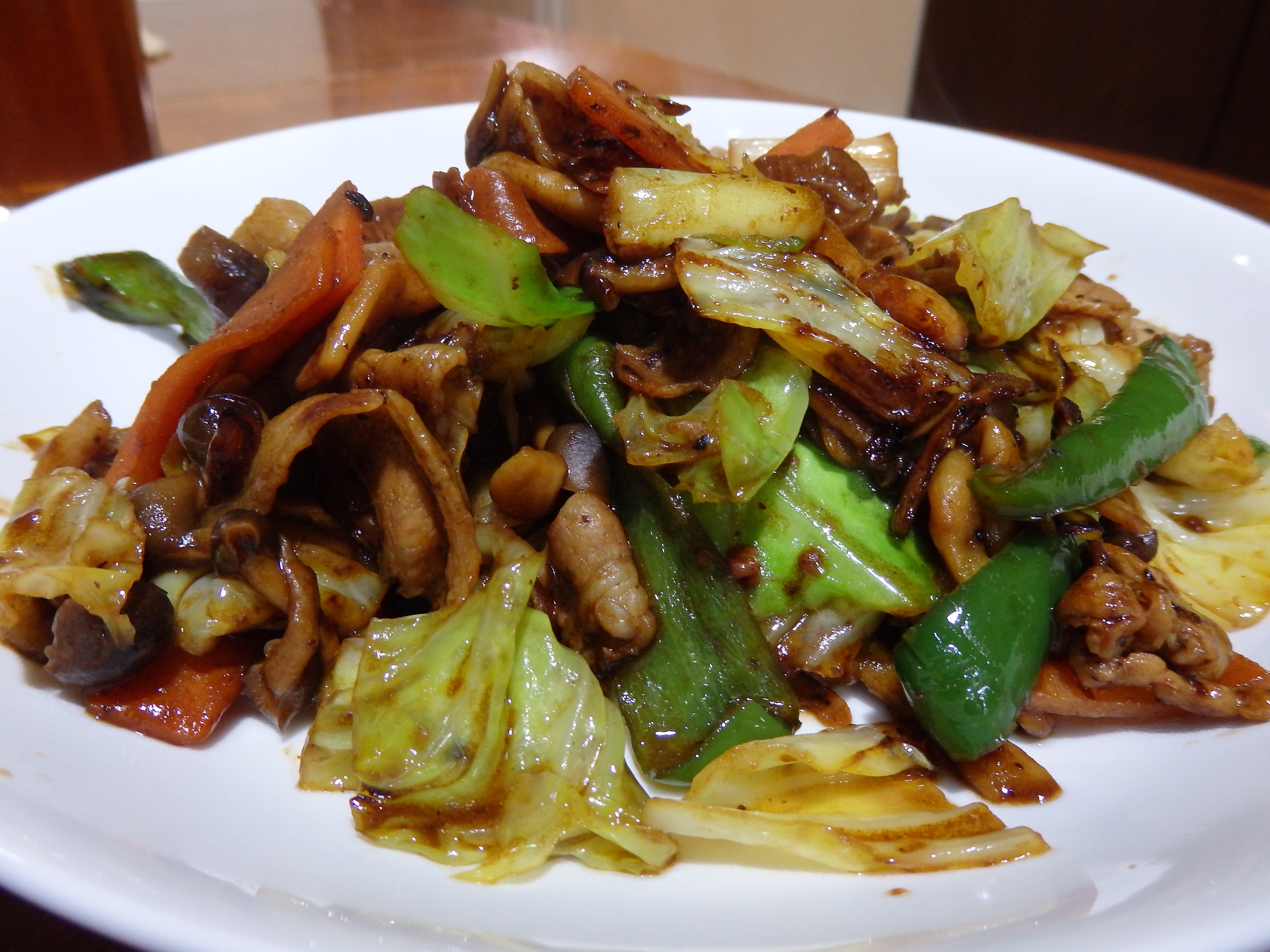
回锅肉
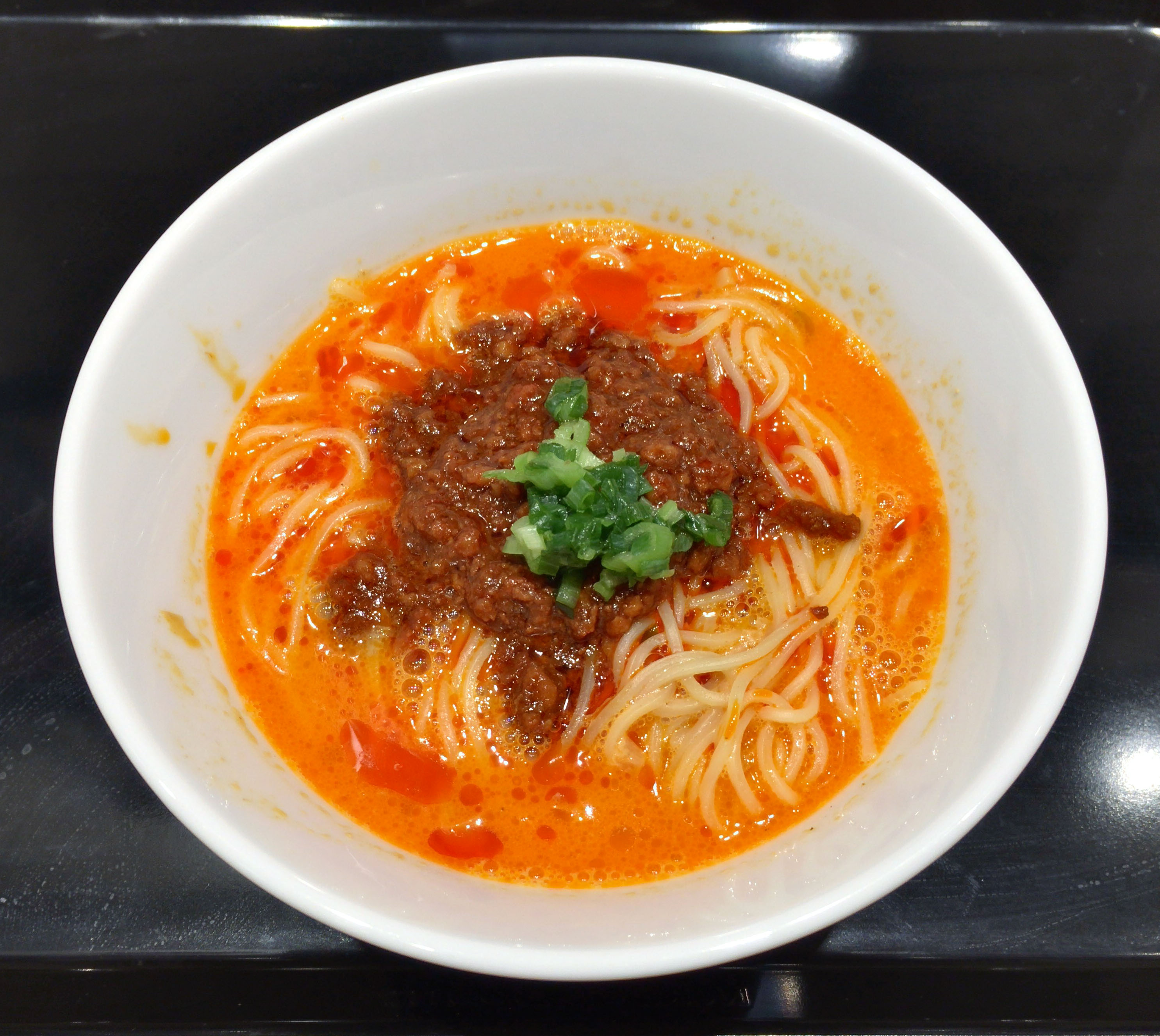
担担面
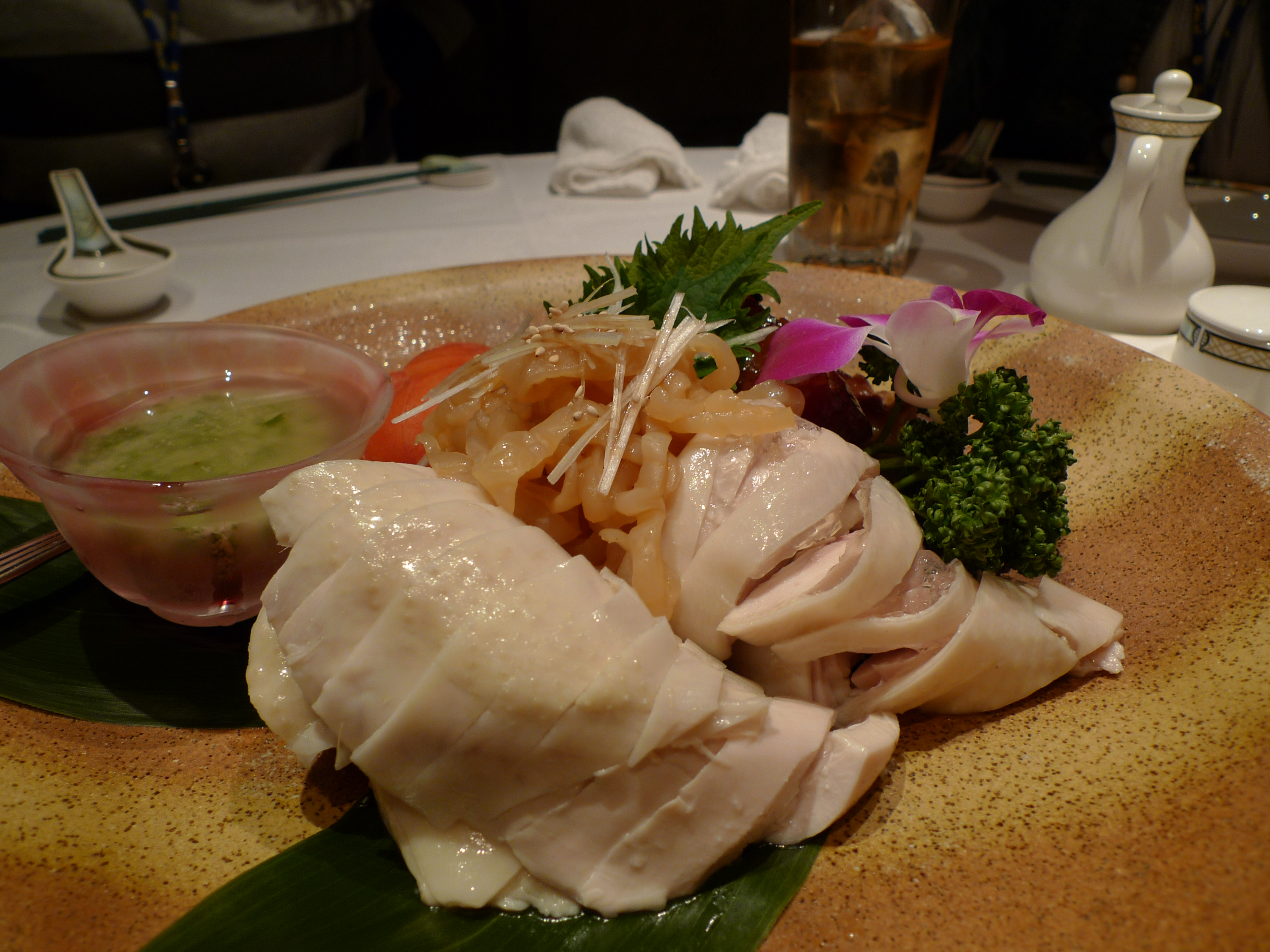
日式棒棒鸡（拼盘）

源自闽菜：
- 青椒肉丝
- 日式什錦麵

源自粤菜：
- 糖醋肉
- 叉烧，也常作为日式拉面的菜码
- 烧卖

源自東北菜：
- 日式煎饺

源自苏菜：
- 炒饭
- 小笼包

源自浙菜：
- 角煮

无具体菜系来源：
- 中华凉面
- 唐扬
- 炸春卷
- 中華丼
- 天津饭

### “町中华”
日文的町中华指植根于当地社区、面向大众的中华饭店。町中华一般坐落于并不繁华的地段，常常已经营数十年，很多町中华饭店都有相当多的当地常客。町中华一般都是个人经营的小店而非连锁店。町中华一般具备以下特色：最晚开业于昭和时期、廉价（1000日元以内能够吃饱）、菜单各有特色、口味取决于店主个人等。

## 中国人的反应
根据在中国居住的日本博主花園祐的采访，中国人并不认为日式中餐有什么问题。被采访的中国人表示中国菜在不同地区使用不同的调味料和食材，并根据地区口味进行改良，所以在日本的日本人改变他们的菜肴以适应日本人的口味也是很自然而然的。日本人将日本人发明的菜肴称为“中国菜”的这一事实也受到中国人的称赞，因为这似乎体现出日本人对中国菜的尊重（日本人并不声称中华料理起源于自己的国家）。